# Tacheocampylaea acropachia
Tacheocampylaea acropachia is een slakkensoort uit de familie van de Helicidae. De wetenschappelijke naam van de soort is voor het eerst geldig gepubliceerd in 1880 door J. Mabille.